# Il cielo è sempre più blu
Il cielo è sempre più blu es una película italiana de 1996 dirigida por Antonello Grimaldi. Contó con un amplio reparto del que destacan nombres como Margaret Mazzantini, Francesca Neri, Asia Argento, Claudio Bisio, Silvio Orlando, Monica Belucci, Dario Argento y Gaia Zucchi. Fue filmada en Roma en 1995 y estrenada en cines italianos en febrero del año siguiente.

## Sinopsis
La película narra de manera dispersa treinta breves pero incisivos acontecimientos humanos que tienen lugar en la capital italiana en apenas veinticuatro horas, y encarnados por más de 58 actores, todos ya establecidos en los medios. El ojo del espectador salta continuamente entre una historia y otra a través de más de 130 escenas habladas, encontrándose al final frente al retrato casi sombrío de una Italia socialmente destruida.

## Recepción
Escribiendo para la revista Variety, David Rooney afirmó que la cinta «es una operación refrescante y llena de recursos del difícil sector indie italiano [...] es una extensa pieza de conjunto con 130 partes habladas, alrededor de 65 personajes sustanciales y unas 30 historias entrelazadas».